# Gros-Morne (arrondissement)
Gros-Morne (Haïtiaans-Creools: Gwo Mòn) is een arrondissement van het Haïtiaanse departement Artibonite, met 230.000 inwoners. De postcodes van dit arrondissement beginnen met het getal 42.
Het arrondissement Gros-Morne bestaat uit de volgende gemeenten:
- Gros-Morne (hoofdplaats van het arrondissement)
- Anse-Rouge
- Terre-Neuve